# 한광미술관
부산시립미술관(釜山市立美術館)은 대한민국 부산광역시 중구에 위치한 미술관이다.

## 관람 시간
- 오전 10시 ~ 오후 5시 (공휴일은 휴관)